# District de Freistadt
Le district de Freistadt est une subdivision territoriale du Land de Haute-Autriche en Autriche.

## Géographie

### Lieux administratifs voisins
|  |  |  |
|  |  |  |
|  |  |  |

## Communes
Le district de Freistadt est subdivisé en 27 communes :
- Freistadt
- Bad Zell
- Grünbach
- Gutau
- Hagenberg im Mühlkreis
- Hirschbach im Mühlkreis
- Kaltenberg
- Kefermarkt
- Königswiesen
- Lasberg
- Leopoldschlag
- Liebenau
- Neumarkt im Mühlkreis
- Pierbach
- Pregarten
- Rainbach im Mühlkreis
- Sandl
- Schönau im Mühlkreis
- St. Leonhard bei Freistadt
- Sankt Oswald bei Freistadt
- Tragwein
- Unterweissenbach
- Unterweitersdorf
- Waldburg
- Wartberg ob der Aist
- Weitersfelden
- Windhaag bei Freistadt